# Hiroyuki Mae
Hiroyuki Mae (jap. 前 寛之, Mae Hiroyuki; * 1. August 1995 in Sapporo, Präfektur Hokkaidō) ist ein japanischer Fußballspieler.

## Karriere
Hiroyuki Mae erlernte das Fußballspielen in der Jugendmannschaft von Hokkaido Consadole Sapporo. Hier unterschrieb er 2014 auch seinen ersten Profivertrag. Der Verein aus Sapporo, einer Stadt auf Hokkaidō, der nördlichsten der vier japanischen Hauptinseln, spielte in der zweithöchsten Liga des Landes, der J2 League. Von 2014 bis 2015 spielte er viermal in der J.League U-22 Selection. Diese Mannschaft, die in der dritten Liga, der J3 League, spielte, setzte sich aus den besten Nachwuchsspielern der höherklassigen Vereine zusammen. Das Team wurde mit Blick auf die Olympischen Sommerspiele 2016 in Rio de Janeiro gegründet. Die Auswahl der Spieler erfolgte auf wöchentlicher Basis aus einem Pool, für den jeder Verein förderungswürdige Talente benennen konnte; die Zusammensetzung der Mannschaft variierte daher sehr stark von Spiel zu Spiel. 2016 wurde er mit Sapporo Meister der J2 und stieg somit in die erste Liga auf. Die Saison 2018 wurde er an den Zweitligisten Mito Hollyhock nach Mito ausgeliehen. Nach Ende der Ausleihe wurde er von Mito Anfang 2019 fest verpflichtet. Bis Ende 2019 absolvierte er für Mito insgesamt 69 Zweitligaspiele. Anfang 2020 wurde er vom ebenfalls in der zweiten Liga spielenden Avispa Fukuoka aus Fukuoka unter Vertrag genommen. Ende der Saison wurde er mit dem Verein Vizemeister und stieg in die erste Liga auf.  Am 4. November 2023 stand er mit Avispa im Finale des Ligapokals. Hier besiegte man die Urawa Red Diamonds mit 2:1. Nach 173 Ligaspielen wechselte er im Januar 2025 zum ebenfalls in der ersten Liga spielenden FC Machida Zelvia.

## Erfolge
Avispa Fukuoka
- Japanischer Zweitligavizemeister: 2020  ▲
- Japanischer Ligapokalsieger: 2023

Hokkaido Consadole Sapporo
- Japanischer Zweitligameister: 2016  ▲

Avispa Fukuoka
- Japanischer Zweitligavizemeister: 2020  ▲